# 国際ソフトテニス連盟
国際ソフトテニス連盟（こくさいそふとてにすれんめい、英語：International Soft Tennis Federation）は、韓国のソウルに本部を置くソフトテニスの国際競技連盟である。略称はISTF。国際競技連盟連合(GAISF)所属団体である。
1955年にアジア軟式庭球連盟として設立され、更なる国際的な発展を期して1973年に改称された。2021年現在、世界で65（国と地域）の国内競技連盟が加盟している。

## 歴史

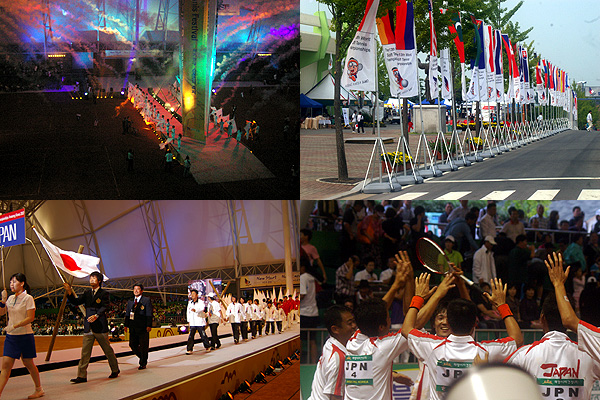
第13回世界ソフトテニス選手権（韓国）

- 1955年に日本・韓国・台湾の3カ国によって「アジア軟式庭球連盟」が設立。同連盟により1956年-1973年に3カ国対抗によるアジア選手権[1]を開催。

- 1974年、国際軟式庭球連盟創立[2]。
- 1975年、第1回世界軟式庭球選手権（現世界ソフトテニス選手権）が国際軟式庭球連盟主催、日本軟式庭球連盟主管のもと、アメリカ合衆国ハワイ州にて開催された。
- 1977年、第2回世界選手権が中華民国（台湾）台中市で開催。六カ国が参加
- 1970年代後半には欧州およびアフリカ大陸（ザイール等）への普及活動が開始された。
- 1979年、第3回世界選手権[3]が韓国テグ市で開催。

- 1981年、第4回世界選手権がアメリカ・ハワイ州ヒロ市で開催。日本連盟主管大会、初の日本開催が期待されたが、台湾問題で断念、第1回大会につづきハワイでの開催となった。
- 1983年、第5回世界選手権が台灣台中市で開催。
- 1985年、世界選手権が日本国内（名古屋市愛知県立体育館）で初開催（第6回世界選手権）。
- 1989年、第8回世界選手権が台湾で開催予定だったがキャンセル。
- 1991年、第9回世界選手権大会がソウルで開催
- 1995年、第10回世界選手権大会が岐阜で開催
- 1999年、第11回世界選手権大会が台湾林口で開催（ミックス以外の6種目）
- 2003年、第12回世界選手権大会が広島で開催。団体戦が2ダブルス1シングルスに。以降これが踏襲される。
- 2007年9月、第13回世界選手権が韓国・安城で開催。42カ国・地域が参加。史上最大の大会となった。
- 2009年ユースのための年齢別国際大会である国際ジュニアソフトテニス大会（INTERNATIONAL JUNIOR SOFT TENNIS TOURNAMENT）を初開催。[4]
- 2011年、第14回世界選手権が韓国・聞慶で開催。
- 2014年11月、第2回世界ジュニア選手権[5]がインドで開催。
- 2015年、第15回世界選手権がインド・ニューデリーで開催（7種目）。
- 2018年11月、第3回世界ジュニア選手権が韓国順天市で開催。
- 2019年10月、第16回世界選手権が中国大陸（浙江省台州市）で初めて開催。
- 2024年9月、第17回世界ソフトテニス選手権が韓国・安城で開催。31カ国・地域が参加。
- 2024年10月、第4回世界ジュニア選手権が中国で開催。

## ISTF世界チャンピオン
| 年   | 男子ダブルス                        | 女子ダブルス                      | ミックスダブルス                  | 男子シングルス   | 女子シングルス |
| ---- | ----------------------------------- | --------------------------------- | --------------------------------- | ---------------- | -------------- |
| 2024 | 余凱文/郭建群                       | イ・ミンソン/イ・ジョンウン       | ムン・ヘギョン/キム・ボムジュン   | 上松俊貴         | イ・ミンソン   |
| 2019 | 余凱文/林韋傑                       | 高橋乃綾/半谷美咲                 | ムン・ヘギョン/パク・キュチョル   | キム・ジヌン     | 謝思琪         |
| 2015 | イ・スヨル/パク・キュチョル         | キム・エギョン/チュ・オク         | キム・エギョン/パク・キュチョル   | キム・ジヌン     | キム・ジヨン   |
| 2011 | 菅野創世/中本圭哉                   | 佐々木舞/大庭彩加                 | キム・キョンリョン/キム・テジョン | キム・ドンフン   | キム・エギョン |
| 2007 | キム・ジェボク/キム・ヒースー       | キム・キョンリョン/イ・キョンピョ | キム・チウン/ヤン・ドンフン       | キム・ジェボク   | キム・チウン   |
| 2003 | キム・ボップヒョン/バン・ジュンハン | パク・ヨンヒ/キム・ミョンヒ       | パク・ヨンヒ/キム・キョンハン     | バン・ジュンハン | 河野加奈子     |

## 加盟国 （地域）

### アジア・オセアニア

#### 南アジア
- インド
- ネパール
- モルディブ
- パキスタン

#### 東南アジア
- カンボジア
- インドネシア
- ラオス
- フィリピン
- シンガポール
- タイ
- 東ティモール
- ベトナム
- マレーシア

#### 東アジア
- 中国
- 香港
- 日本
- 大韓民国
- マカオ
- 朝鮮民主主義共和国
- 台湾
- モンギル

#### 中央アジア
- カザフスタン
- トルクメニスタン
- ウズベキスタン

#### オセアニア
- オーストラリア

- ニュージーランド

### ヨーロッパ
- オーストリア
- バスク
- ベルギー
- デンマーク
- チェコ
- フランス
- ドイツ
- ギリシャ
- ハンガリー
- イタリー
- オランダ
- ノルウェー
- ポーランド
- ルーマニア
- ロシア
- スコットランド
- スロヴァキア
- スペイン
- スウェーデン
- スイス
- タジキスタン
- ウクライナ
- イギリス

### 北米
- カナダ
- アメリカ合衆国

### 中南米
- アルゼンチン
- ブラジル
- コスタリカ
- ドミニカ
- キュラソー
- パナマ
- ペルー
- プエルトリコ

- ベネズエラ

### アフリカ
- エチオピア
- エリトリア
- ウガンダ
- ジンバブエ

## ISTFの主催する主な大会

### 公式大会
- 世界ソフトテニス選手権
- 世界ジュニアソフトテニス選手権

### 協賛大会
- アジアソフトテニス選手権
- アジアジュニアソフトテニス選手権